# 春の嵐 (真野恵里菜の曲)
「春の嵐」（はるのあらし）は、真野恵里菜のメジャー6枚目のシングル（インディーズから通算して9枚目）。2010年2月24日発売。

## 概要
初回生産限定盤A、Bともイベント応募ハガキが封入されている。
ミュージック・ビデオには、バックダンサーとして佐保明梨、関根梓、譜久村聖、竹内朱莉が出演している。
「春の嵐」は、本人出演の「GREE」CMソング。
カップリング曲「ハロー! エスパー! ハロー!」は、フジテレビTWOドラマ「半分エスパー」オープニングテーマ曲。

## 収録曲
全作詞：三浦徳子　作曲：つんく
1. 春の嵐
編曲：江上浩太郎
2. ハロー! エスパー! ハロー!
編曲：大久保薫
3. 春の嵐(Instrumental)

## 参加ミュージシャン
春の嵐
- 全ての楽器：江上浩太郎
- コーラス：稲葉貴子